# الاس-سیباس-ابنس
الاس-سیباس-ابنس (به فرانسوی: Alos-Sibas-Abense) یک کمون در فرانسه است که در Canton of Tardets-Sorholus واقع شده‌است.

## خصوصیات
الاس-سیباس-ابنس ۵٫۷۸ کیلومترمربع مساحت و ۲۷۴ نفر جمعیت دارد و ۲۲۱ متر بالاتر از سطح دریا واقع شده‌است.